# Мессель
Мессель (нім. Messel) — громада в Німеччині, знаходиться в землі Гессен. Підпорядковується адміністративному округу Дармштадт. Входить до складу району Дармштадт-Дібург.
Площа — 14,82 км2. Населення становить 4082 ос. (станом на 31 грудня 2020).